# Cryptantha torreyana
Cryptantha torreyana är en strävbladig växtart som först beskrevs av Samuel Frederick Gray, och fick sitt nu gällande namn av Edward Lee Greene. Cryptantha torreyana ingår i släktet Cryptantha, och familjen strävbladiga växter. Utöver nominatformen finns också underarten C. t. torreyana.